# 주머니벌레속
주머니벌레속(Heleopera)은 유각변형충목에 속하는 아메바류 속의 일종이다. 물이끼주머니벌레 (Heleopera sphangi) 등을 포함하고 있다.

## 하위 종
- 거친판납작벌레 (H. petricola)
- H. rosea
- 물이끼주머니벌레 (H. sphangi)
- H. sylvatica